# Partita doppia (programma televisivo)
Partita doppia è stato un programma televisivo italiano, andato in onda il martedì e il giovedì su Rai 1 dal 13 ottobre 1992 al 1º aprile 1993 con la conduzione di Pippo Baudo.
Particolarità del programma era la doppia cadenza settimanale con giochi e rubriche che si sviluppavano nel corso dei due giorni di messa in onda. A causa degli ascolti non soddisfacenti il martedì venne inserito Il castello incantato, (questo gioco era già apparso all'interno dell'edizione 1991-92 di Domenica in, condotta anch'essa da Baudo, e nell'autunno del 2002 verrà nuovamente riproposto come programma autonomo dell'access-prime time di Rai 1) che risollevò l'audience dello show.
Il programma includeva l'esibizione di diversi giovani artisti che venivano poi votati da una giuria composta da pubblico e celebrità del mondo dello spettacolo, fra cui Gennaro Cannavacciuolo. Tra i giovani cantautori e musicisti partecipanti Leda Battisti (vincitrice della categoria "cantautori"), Auro Zelli, Elena Vivaldi, Max Carletti e Luigi "Gigi" Morello. 
Il 31 dicembre del 1992 andava in onda uno speciale di Capodanno intitolato Buon Anno Italia.